# Calicalicus
A Calicalicus a madarak osztályának verébalakúak (Passeriformes) rendjébe és a vangagébicsfélék (Vangidae) családjába tartozó nem.

## Rendszerezésük
A nemet Charles Lucien Jules Laurent Bonaparte francia ornitológus írta le 1854-ban, az alábbi 2 faj tartozik:
- cinegevanga (Calicalicus madagascariensis)
- vörösvállú vanga (Calicalicus rufocarpalis)

## Előfordulásuk
Madagaszkár területén honosak. Természetes élőhelyeik a szubtrópusi vagy trópusi síkvidéki és hegyi esőerdők, lombhullató erdők és száraz cserjések. Állandó, nem vonuló fajok.

## Megjelenésük
Testhosszuk 13–15 centiméter közötti.

## Életmódjuk
Főleg gerinctelenekkel táplálkoznak.